# 懿肅貴妃
懿肅貴妃（11世纪—1117年），王氏，為宋徽宗貴妃。
徽宗在1100年即位後，冊封王氏為平昌郡君，最後升為貴妃。生有莘王趙植、陳國公趙機、惠淑帝姬、康淑帝姬、柔福帝姬、贤福帝姬。共两男四女。政和七年（1117年）王貴妃逝世，谥号懿肅貴妃。
《宋史》将徽宗贵妃王氏及其子女们混为一谈，实际上宋徽宗共有三个王氏贵妃。